# HC Csíkszereda
Ne doit pas être confondu avec le HSC Csíkszereda
Le HC Csíkszereda (en roumain HC Miercurea-Ciuc) est un club de hockey sur glace de Miercurea-Ciuc (Csíkszereda), dans le Pays sicule en Roumanie dissous en 2009. Créé en 2002, il évoluait dans la Liga Națională et dans la MOL Liga dans la saison 2008-2009.

## Historique
Le club a été créé en 2002 et a évolué jusqu'à sa dissolution dans la Liga Națională. En 2008, il a intégré comme le HSC Csíkszereda la MOL Liga. En mai 2009, juste après son titre de champion de Hongrie, le sponsor du club János Kurkó a annoncé qu'il dissoudrait l'équipe à cause de différends avec la Fédération roumaine. Tous les joueurs ont été libres de signer ailleurs, beaucoup d'entre eux ont rejoint l'autre équipe de la ville, le HSC Csíkszereda.

## Équipe

### Staff technique 2008-2009
- Entraîneur-chef : Timo Lahtinen
- Entraîneurs adjoins : Marcel Ozmiak, Joakim Nilsson
- Médecin : Sándor Bota
- Kinésithérapeute : Attila Török

## Titres
- MOL Liga : 
  - Vainqueur : 2009